# Paradexamine barnardi
Paradexamine barnardi is een vlokreeftensoort uit de familie van de Dexaminidae. De wetenschappelijke naam van de soort is voor het eerst geldig gepubliceerd in 1938 door Sheard.